# Jorge García Montes
Jorge García Montes y Hernandez (19 tháng 10 năm 1896 – 21 tháng 6 năm 1982) là luật sư và chính khách người Cuba. 
Montes chào đời tại Thành phố New York vào ngày 19 tháng 10 năm 1896, có cha tên là José María García Montes đang sống lưu vong trong Chiến tranh giành độc lập Cuba chống lại người Tây Ban Nha. Montes tốt nghiệp Trường Luật Đại học Havana năm 1917. Ông kết hôn với Concepción Morales y de la Torre (1905–) vào ngày 21 tháng 1 năm 1924 tại Havana và có với nhau một cô con gái tên Graciela.  
Ông là Dân biểu từ năm 1922–1944 với tư cách là thành viên của Đảng Tự do Cuba. Ông phải sống cảnh lưu vong trong Cách mạng Cuba năm 1933 hòng lật đổ Tướng Gerardo Machado, và chỉ dám trở về hai năm sau đó. Ông là Thượng nghị sĩ từ năm 1954 đến năm 1959, và giữ chức Thủ tướng từ ngày 24 tháng 2 năm 1955 đến ngày 26 tháng 3 năm 1957, trong chính phủ của Tướng Fulgencio Batista. Về sau, ông đảm nhận chức Bộ trưởng Bộ Giáo dục từ năm 1957 đến năm 1959. Ông lại phải sống lưu vong sau Cách mạng Cuba năm 1958, rời Cuba vào tháng 4 năm 1959 thông qua Đại sứ quán Colombia và đặt chân đến nước Mỹ vào tháng 5 hoặc tháng 6 năm 1959. Khi sống lưu vong, ông viết cuốn Lịch sử Đảng Cộng sản Cuba cùng với Antonio Alonso Ávila.
Ông qua đời khi đang sống lưu vong vào ngày 21 tháng 6 năm 1982 tại Bệnh viện Mercy ở Miami, Florida.